# Eleições presidenciais portuguesas de 2021 no distrito de Aveiro
| Eleições presidenciais portuguesas de 2021 Distritos: Aveiro \| Beja \| Braga \| Bragança \| Castelo Branco \| Coimbra \| Évora \| Faro \| Guarda \| Leiria \| Lisboa \| Portalegre \| Porto \| Santarém \| Setúbal \| Viana do Castelo \| Vila Real \| Viseu \| Açores \| Madeira \| Estrangeiro |

## Resultados por Concelho
Os resultados nos concelhos do Distrito de Aveiro foram os seguintes:

### Águeda
| Candidato               | Candidato               | Votos  | %               |
| ----------------------- | ----------------------- | ------ | --------------- |
|                         | Marcelo Rebelo de Sousa | 11 103 | 67,58 / 100,00  |
|                         | André Ventura           | 1 968  | 11,98 / 100,00  |
|                         | Ana Gomes               | 1 569  | 9,55 / 100,00   |
|                         | Marisa Matias           | 517    | 3,15 / 100,00   |
|                         | Vitorino Silva          | 471    | 2,87 / 100,00   |
|                         | Tiago Mayan Gonçalves   | 432    | 2,63 / 100,00   |
|                         | João Ferreira           | 369    | 2,25 / 100,00   |
| Votos Inválidos         | Votos Inválidos         | 405    | 2,41 / 100,00   |
| Total                   | Total                   | 16 834 | 100,00 / 100,00 |
| Eleitorado/Participação | Eleitorado/Participação | 42 439 | 39,67 / 100,00  |

| Freguesia                                        | %     | %     | %     | %    | %    | %    | %    | Votantes |
| Freguesia                                        | MRS   | AV    | AG    | MM   | VS   | TMG  | JF   | Votantes |
| ------------------------------------------------ | ----- | ----- | ----- | ---- | ---- | ---- | ---- | -------- |
| Freguesia                                        |       |       |       |      |      |      |      | Votantes |
| Aguada de Cima                                   | 69,16 | 12,33 | 7,31  | 3,26 | 3,70 | 3,00 | 1,23 | 1 165    |
| Águeda e Borralha                                | 64,86 | 11,58 | 11,69 | 3,38 | 2,58 | 3,31 | 2,60 | 4 721    |
| Barrô e Aguada de Baixo                          | 69,76 | 13,56 | 6,74  | 2,61 | 3,20 | 3,12 | 1,01 | 1 212    |
| Belazaima do Chão, Castanheira do Vouga e Agadão | 72,01 | 14,55 | 8,58  | 1,49 | 1,49 | 1,49 | 0,37 | 277      |
| Fermentelos                                      | 68,96 | 13,43 | 7,03  | 3,40 | 2,37 | 3,55 | 1,26 | 1 317    |
| Macinhata do Vouga                               | 69,75 | 11,17 | 7,99  | 3,45 | 2,82 | 2,00 | 2,82 | 1 132    |
| Préstimo e Macieira de Alcoba                    | 70,78 | 12,34 | 6,82  | 3,90 | 2,92 | 1,95 | 1,30 | 313      |
| Recardães e Espinhel                             | 67,44 | 11,67 | 9,94  | 3,03 | 3,37 | 1,95 | 2,59 | 2 358    |
| Travassô e Óis da Ribeira                        | 72,15 | 11,79 | 8,82  | 2,08 | 2,08 | 2,38 | 0,69 | 1 038    |
| Trofa, Segadães e Lamas do Vouga                 | 67,48 | 10,74 | 10,26 | 3,16 | 2,92 | 2,15 | 3,28 | 1 716    |
| Valongo do Vouga                                 | 66,13 | 12,48 | 9,95  | 3,36 | 3,23 | 1,68 | 3,17 | 1 585    |
| Águeda                                           | 67,58 | 11,98 | 9,55  | 3,15 | 2,87 | 2,63 | 2,25 | 16 834   |

### Albergaria-a-Velha
| Candidato               | Candidato               | Votos  | %               |
| ----------------------- | ----------------------- | ------ | --------------- |
|                         | Marcelo Rebelo de Sousa | 6 287  | 68,93 / 100,00  |
|                         | André Ventura           | 1 001  | 10,97 / 100,00  |
|                         | Ana Gomes               | 830    | 9,10 / 100,00   |
|                         | Marisa Matias           | 313    | 3,43 / 100,00   |
|                         | Vitorino Silva          | 297    | 3,26 / 100,00   |
|                         | Tiago Mayan Gonçalves   | 214    | 2,35 / 100,00   |
|                         | João Ferreira           | 179    | 1,96 / 100,00   |
| Votos Inválidos         | Votos Inválidos         | 244    | 2,60 / 100,00   |
| Total                   | Total                   | 9 365  | 100,00 / 100,00 |
| Eleitorado/Participação | Eleitorado/Participação | 22 564 | 41,50 / 100,00  |

| Freguesia                     | %     | %     | %     | %    | %    | %    | %    | Votantes |
| Freguesia                     | MRS   | AV    | AG    | MM   | VS   | TMG  | JF   | Votantes |
| ----------------------------- | ----- | ----- | ----- | ---- | ---- | ---- | ---- | -------- |
| Freguesia                     |       |       |       |      |      |      |      | Votantes |
| Albergaria-a-Velha e Valmaior | 65,93 | 11,68 | 10,02 | 3,74 | 3,32 | 2,82 | 2,48 | 3 909    |
| Alquerubim                    | 71,34 | 8,98  | 8,98  | 3,57 | 4,06 | 1,97 | 1,11 | 827      |
| Angeja                        | 73,02 | 9,86  | 8,56  | 2,46 | 2,33 | 1,56 | 2,20 | 793      |
| Branca                        | 70,38 | 11,08 | 8,05  | 2,88 | 3,03 | 2,73 | 1,84 | 2 048    |
| Ribeira de Fráguas            | 70,44 | 9,52  | 9,85  | 2,79 | 4,11 | 1,97 | 1,31 | 627      |
| São João de Loure e Frossos   | 71,09 | 11,39 | 7,92  | 4,27 | 3,02 | 1,07 | 1,25 | 1 161    |
| Albergaria-a-Velha            | 68,93 | 10,97 | 9,10  | 3,43 | 3,26 | 2,35 | 1,96 | 9 365    |

### Anadia
| Candidato               | Candidato               | Votos  | %               |
| ----------------------- | ----------------------- | ------ | --------------- |
|                         | Marcelo Rebelo de Sousa | 7 127  | 68,81 / 100,00  |
|                         | André Ventura           | 1 197  | 11,56 / 100,00  |
|                         | Ana Gomes               | 893    | 8,62 / 100,00   |
|                         | Marisa Matias           | 340    | 3,28 / 100,00   |
|                         | Tiago Mayan Gonçalves   | 301    | 2,91 / 100,00   |
|                         | Vitorino Silva          | 285    | 2,75 / 100,00   |
|                         | João Ferreira           | 215    | 2,08 / 100,00   |
| Votos Inválidos         | Votos Inválidos         | 240    | 2,27 / 100,00   |
| Total                   | Total                   | 10 598 | 100,00 / 100,00 |
| Eleitorado/Participação | Eleitorado/Participação | 26 284 | 40,32 / 100,00  |

| Freguesia                                      | %     | %     | %     | %    | %    | %    | %    | Votantes |
| Freguesia                                      | MRS   | AV    | AG    | MM   | TMG  | VS   | JF   | Votantes |
| ---------------------------------------------- | ----- | ----- | ----- | ---- | ---- | ---- | ---- | -------- |
| Freguesia                                      |       |       |       |      |      |      |      | Votantes |
| Amoreira da Gândara, Paredes do Bairro e Ancas | 71,85 | 11,35 | 6,68  | 2,29 | 2,29 | 4,10 | 1,43 | 1 075    |
| Arcos e Mogofores                              | 62,29 | 11,03 | 12,37 | 4,49 | 4,15 | 2,56 | 3,10 | 2 426    |
| Avelãs de Caminho                              | 71,46 | 10,00 | 8,78  | 3,66 | 1,71 | 1,71 | 2,68 | 422      |
| Avelãs de Cima                                 | 73,91 | 14,67 | 5,30  | 1,90 | 2,04 | 1,36 | 0,82 | 758      |
| Moita                                          | 70,76 | 10,50 | 7,16  | 3,46 | 2,15 | 2,98 | 2,98 | 865      |
| Sangalhos                                      | 65,82 | 13,37 | 7,65  | 3,94 | 3,49 | 3,42 | 2,30 | 1 380    |
| São Lourenço do Bairro                         | 71,06 | 12,32 | 7,51  | 3,20 | 2,09 | 2,71 | 1,11 | 830      |
| Tamengos, Aguim e Óis do Bairro                | 71,31 | 9,80  | 10,03 | 2,49 | 2,64 | 1,71 | 2,02 | 1 311    |
| Vila Nova de Monsarros                         | 73,10 | 6,43  | 8,38  | 2,92 | 2,92 | 4,29 | 1,95 | 522      |
| Vilarinho do Bairro                            | 71,47 | 14,11 | 5,79  | 2,54 | 2,54 | 2,74 | 0,81 | 1 009    |
| Anadia                                         | 68,81 | 11,56 | 8,62  | 3,28 | 2,91 | 2,75 | 2,08 | 10 598   |

### Arouca
| Candidato               | Candidato               | Votos  | %               |
| ----------------------- | ----------------------- | ------ | --------------- |
|                         | Marcelo Rebelo de Sousa | 6 139  | 69,54 / 100,00  |
|                         | André Ventura           | 815    | 9,23 / 100,00   |
|                         | Ana Gomes               | 774    | 8,77 / 100,00   |
|                         | Vitorino Silva          | 554    | 6,28 / 100,00   |
|                         | Marisa Matias           | 207    | 2,34 / 100,00   |
|                         | Tiago Mayan Gonçalves   | 207    | 2,34 / 100,00   |
|                         | João Ferreira           | 132    | 1,50 / 100,00   |
| Votos Inválidos         | Votos Inválidos         | 207    | 2,29 / 100,00   |
| Total                   | Total                   | 9 035  | 100,00 / 100,00 |
| Eleitorado/Participação | Eleitorado/Participação | 19 858 | 45,50 / 100,00  |

| Freguesia                       | %     | %     | %     | %     | %    | %    | %    | Votantes |
| Freguesia                       | MRS   | AV    | AG    | VS    | MM   | TMG  | JF   | Votantes |
| ------------------------------- | ----- | ----- | ----- | ----- | ---- | ---- | ---- | -------- |
| Freguesia                       |       |       |       |       |      |      |      | Votantes |
| Alvarenga                       | 70,79 | 12,15 | 8,18  | 5,61  | 1,64 | 0,47 | 1,17 | 431      |
| Arouca e Burgo                  | 65,60 | 9,30  | 11,77 | 5,28  | 2,71 | 3,20 | 2,13 | 2 120    |
| Cabreiros e Albergaria da Serra | 73,75 | 6,25  | 10,00 | 3,75  | 2,50 | 0    | 3,75 | 81       |
| Canelas e Espiunca              | 67,92 | 11,08 | 3,30  | 11,08 | 3,30 | 1,89 | 1,42 | 428      |
| Chave                           | 70,36 | 8,61  | 8,44  | 6,95  | 2,81 | 1,49 | 1,32 | 618      |
| Covelo de Paivó e Janarde       | 83,33 | 4,76  | 4,76  | 5,95  | 1,19 | 0    | 0    | 84       |
| Escariz                         | 73,89 | 10,42 | 5,63  | 5,63  | 1,80 | 2,28 | 0,36 | 854      |
| Fermedo                         | 71,46 | 10,38 | 5,39  | 6,39  | 1,80 | 2,99 | 1,60 | 508      |
| Mansores                        | 76,65 | 7,58  | 5,59  | 5,99  | 2,20 | 2,00 | 0    | 518      |
| Moldes                          | 74,24 | 6,69  | 8,52  | 4,26  | 3,04 | 1,83 | 1,42 | 505      |
| Rossas                          | 67,26 | 9,79  | 10,59 | 6,74  | 1,61 | 2,09 | 1,93 | 643      |
| Santa Eulália                   | 63,93 | 9,99  | 11,88 | 7,33  | 2,00 | 2,89 | 2,00 | 921      |
| São Miguel do Mato              | 85,78 | 5,33  | 2,22  | 3,11  | 1,78 | 0,44 | 1,33 | 228      |
| Tropeço                         | 67,67 | 8,08  | 8,78  | 8,08  | 2,77 | 2,54 | 2,08 | 442      |
| Urrô                            | 68,07 | 8,71  | 9,23  | 8,44  | 1,85 | 2,90 | 0,79 | 398      |
| Várzea                          | 69,57 | 8,70  | 9,49  | 4,74  | 3,56 | 2,77 | 1,19 | 256      |
| Arouca                          | 69,54 | 9,23  | 8,77  | 6,28  | 2,34 | 2,34 | 1,50 | 9 035    |

### Aveiro
| Candidato               | Candidato               | Votos  | %               |
| ----------------------- | ----------------------- | ------ | --------------- |
|                         | Marcelo Rebelo de Sousa | 20 245 | 61,70 / 100,00  |
|                         | Ana Gomes               | 4 812  | 14,67 / 100,00  |
|                         | André Ventura           | 3 343  | 10,19 / 100,00  |
|                         | Marisa Matias           | 1 462  | 4,46 / 100,00   |
|                         | Tiago Mayan Gonçalves   | 1 159  | 3,53 / 100,00   |
|                         | João Ferreira           | 972    | 2,96 / 100,00   |
|                         | Vitorino Silva          | 817    | 2,49 / 100,00   |
| Votos Inválidos         | Votos Inválidos         | 660    | 1,97 / 100,00   |
| Total                   | Total                   | 33 470 | 100,00 / 100,00 |
| Eleitorado/Participação | Eleitorado/Participação | 70 658 | 47,37 / 100,00  |

| Freguesia                                 | %     | %     | %     | %    | %    | %    | %    | Votantes |
| Freguesia                                 | MRS   | AG    | AV    | MM   | TMG  | JF   | VS   | Votantes |
| ----------------------------------------- | ----- | ----- | ----- | ---- | ---- | ---- | ---- | -------- |
| Freguesia                                 |       |       |       |      |      |      |      | Votantes |
| Aradas                                    | 64,11 | 12,95 | 9,21  | 4,32 | 4,18 | 2,39 | 2,84 | 3 890    |
| Cacia                                     | 64,03 | 11,59 | 10,82 | 5,46 | 1,91 | 2,90 | 3,30 | 2 778    |
| Eixo e Eirol                              | 64,99 | 11,59 | 11,79 | 3,60 | 2,72 | 2,38 | 2,93 | 2 443    |
| Esgueira                                  | 58,30 | 16,94 | 10,60 | 5,06 | 3,25 | 3,45 | 2,38 | 5 505    |
| Glória e Vera Cruz                        | 57,02 | 19,67 | 7,86  | 4,76 | 4,93 | 3,92 | 1,85 | 9 208    |
| Oliveirinha                               | 70,29 | 6,94  | 12,16 | 4,22 | 2,05 | 1,55 | 2,78 | 1 840    |
| Requeixo, Nossa Senhora de Fátima e Nariz | 70,01 | 7,67  | 13,59 | 2,75 | 1,46 | 1,70 | 2,81 | 1 762    |
| Santa Joana                               | 63,52 | 13,28 | 11,32 | 3,94 | 2,98 | 2,48 | 2,48 | 3 286    |
| São Bernardo                              | 62,43 | 13,10 | 11,88 | 3,79 | 4,04 | 1,98 | 2,78 | 2 420    |
| São Jacinto                               | 62,35 | 11,14 | 9,94  | 5,72 | 2,11 | 6,02 | 2,71 | 338      |
| Aveiro                                    | 61,70 | 14,67 | 10,19 | 4,46 | 3,53 | 2,96 | 2,49 | 33 470   |

### Castelo de Paiva
| Candidato               | Candidato               | Votos  | %               |
| ----------------------- | ----------------------- | ------ | --------------- |
|                         | Marcelo Rebelo de Sousa | 3 633  | 64,81 / 100,00  |
|                         | Ana Gomes               | 689    | 12,29 / 100,00  |
|                         | Vitorino Silva          | 575    | 10,27 / 100,00  |
|                         | André Ventura           | 353    | 6,30 / 100,00   |
|                         | Marisa Matias           | 177    | 3,16 / 100,00   |
|                         | Tiago Mayan Gonçalves   | 108    | 1,93 / 100,00   |
|                         | João Ferreira           | 70     | 1,25 / 100,00   |
| Votos Inválidos         | Votos Inválidos         | 116    | 2,03 / 100,00   |
| Total                   | Total                   | 5 722  | 100,00 / 100,00 |
| Eleitorado/Participação | Eleitorado/Participação | 14 002 | 40,87 / 100,00  |

| Freguesia                 | %     | %     | %     | %    | %    | %    | %    | Votantes |
| Freguesia                 | MRS   | AG    | VS    | AV   | MM   | TMG  | JF   | Votantes |
| ------------------------- | ----- | ----- | ----- | ---- | ---- | ---- | ---- | -------- |
| Freguesia                 |       |       |       |      |      |      |      | Votantes |
| Fornos                    | 65,07 | 14,97 | 9,77  | 3,53 | 2,91 | 1,87 | 1,87 | 492      |
| Raiva, Pedorido e Paraíso | 61,89 | 13,73 | 9,29  | 7,45 | 4,10 | 2,05 | 1,50 | 1 497    |
| Real                      | 61,14 | 12,95 | 14,77 | 5,96 | 2,33 | 2,07 | 0,78 | 391      |
| Santa Maria de Sardoura   | 71,78 | 8,39  | 11,31 | 4,01 | 2,31 | 1,46 | 0,73 | 845      |
| São Martinho de Sardoura  | 70,92 | 8,42  | 9,47  | 6,84 | 2,37 | 1,05 | 0,92 | 778      |
| Sobrado e Bairros         | 61,96 | 13,76 | 10,10 | 7,03 | 3,37 | 2,42 | 1,36 | 1 719    |
| Castelo de Paiva          | 64,81 | 12,29 | 10,27 | 6,30 | 3,16 | 1,93 | 1,25 | 5 722    |

### Espinho
| Candidato               | Candidato               | Votos  | %               |
| ----------------------- | ----------------------- | ------ | --------------- |
|                         | Marcelo Rebelo de Sousa | 8 692  | 62,23 / 100,00  |
|                         | Ana Gomes               | 2 069  | 14,81 / 100,00  |
|                         | André Ventura           | 1 200  | 8,59 / 100,00   |
|                         | João Ferreira           | 597    | 4,27 / 100,00   |
|                         | Marisa Matias           | 522    | 3,74 / 100,00   |
|                         | Tiago Mayan Gonçalves   | 520    | 3,72 / 100,00   |
|                         | Vitorino Silva          | 368    | 2,63 / 100,00   |
| Votos Inválidos         | Votos Inválidos         | 299    | 2,10 / 100,00   |
| Total                   | Total                   | 14 267 | 100,00 / 100,00 |
| Eleitorado/Participação | Eleitorado/Participação | 29 814 | 47,85 / 100,00  |

| Freguesia     | %     | %     | %    | %    | %    | %    | %    | Votantes |
| Freguesia     | MRS   | AG    | AV   | JF   | MM   | TMG  | VS   | Votantes |
| ------------- | ----- | ----- | ---- | ---- | ---- | ---- | ---- | -------- |
| Freguesia     |       |       |      |      |      |      |      | Votantes |
| Anta e Guetim | 63,90 | 14,76 | 8,72 | 3,76 | 2,91 | 3,13 | 2,81 | 5 150    |
| Espinho       | 58,47 | 16,19 | 9,59 | 4,42 | 4,23 | 4,77 | 2,33 | 5 310    |
| Paramos       | 67,50 | 11,83 | 4,86 | 3,89 | 5,59 | 3,57 | 2,76 | 1 255    |
| Silvalde      | 64,08 | 13,52 | 8,09 | 5,19 | 3,46 | 2,82 | 2,86 | 2 552    |
| Espinho       | 62,23 | 14,81 | 8,59 | 4,27 | 3,74 | 3,72 | 2,63 | 14 267   |

### Estarreja
| Candidato               | Candidato               | Votos  | %               |
| ----------------------- | ----------------------- | ------ | --------------- |
|                         | Marcelo Rebelo de Sousa | 6 159  | 66,40 / 100,00  |
|                         | Ana Gomes               | 995    | 10,73 / 100,00  |
|                         | André Ventura           | 924    | 9,96 / 100,00   |
|                         | João Ferreira           | 324    | 3,49 / 100,00   |
|                         | Marisa Matias           | 320    | 3,45 / 100,00   |
|                         | Vitorino Silva          | 294    | 3,17 / 100,00   |
|                         | Tiago Mayan Gonçalves   | 260    | 2,80 / 100,00   |
| Votos Inválidos         | Votos Inválidos         | 288    | 3,01 / 100,00   |
| Total                   | Total                   | 9 564  | 100,00 / 100,00 |
| Eleitorado/Participação | Eleitorado/Participação | 23 990 | 39,87 / 100,00  |

| Freguesia         | %     | %     | %     | %    | %    | %    | %    | Votantes |
| Freguesia         | MRS   | AG    | AV    | JF   | MM   | VS   | TMG  | Votantes |
| ----------------- | ----- | ----- | ----- | ---- | ---- | ---- | ---- | -------- |
| Freguesia         |       |       |       |      |      |      |      | Votantes |
| Avanca            | 68,95 | 10,17 | 8,78  | 2,75 | 3,09 | 3,18 | 3,09 | 2 129    |
| Beduído e Veiros  | 62,93 | 13,46 | 10,43 | 3,89 | 3,66 | 2,69 | 2,94 | 3 643    |
| Canelas e Fermelã | 68,47 | 9,68  | 9,60  | 3,34 | 3,68 | 3,26 | 1,97 | 1 190    |
| Pardilhó          | 66,81 | 8,30  | 10,23 | 4,53 | 3,86 | 3,60 | 2,68 | 1 223    |
| Salreu            | 69,32 | 7,52  | 10,65 | 2,83 | 2,90 | 3,95 | 2,83 | 1 379    |
| Estarreja         | 66,40 | 10,73 | 9,96  | 3,49 | 3,45 | 3,17 | 2,80 | 9 564    |

### Ílhavo
| Candidato               | Candidato               | Votos  | %               |
| ----------------------- | ----------------------- | ------ | --------------- |
|                         | Marcelo Rebelo de Sousa | 8 748  | 63,00 / 100,00  |
|                         | Ana Gomes               | 1 744  | 12,56 / 100,00  |
|                         | André Ventura           | 1 603  | 11,54 / 100,00  |
|                         | Marisa Matias           | 563    | 4,05 / 100,00   |
|                         | Tiago Mayan Gonçalves   | 475    | 3,42 / 100,00   |
|                         | Vitorino Silva          | 426    | 3,07 / 100,00   |
|                         | João Ferreira           | 326    | 2,35 / 100,00   |
| Votos Inválidos         | Votos Inválidos         | 340    | 2,39 / 100,00   |
| Total                   | Total                   | 14 225 | 100,00 / 100,00 |
| Eleitorado/Participação | Eleitorado/Participação | 35 994 | 39,52 / 100,00  |

| Freguesia             | %     | %     | %     | %    | %    | %    | %    | Votantes |
| Freguesia             | MRS   | AG    | AV    | MM   | TMG  | VS   | JF   | Votantes |
| --------------------- | ----- | ----- | ----- | ---- | ---- | ---- | ---- | -------- |
| Freguesia             |       |       |       |      |      |      |      | Votantes |
| Gafanha da Encarnação | 66,07 | 9,70  | 12,35 | 3,66 | 3,39 | 3,39 | 1,43 | 1 926    |
| Gafanha da Nazaré     | 63,58 | 11,68 | 12,31 | 3,76 | 3,51 | 2,97 | 2,20 | 5 574    |
| Gafanha do Carmo      | 67,02 | 8,20  | 11,34 | 5,58 | 1,40 | 5,24 | 1,22 | 588      |
| Ílhavo (São Salvador) | 61,14 | 14,67 | 10,62 | 4,30 | 3,55 | 2,85 | 2,88 | 6 137    |
| Ílhavo                | 63,00 | 12,56 | 11,94 | 4,05 | 3,42 | 3,07 | 2,35 | 14 225   |

### Mealhada
| Candidato               | Candidato               | Votos  | %               |
| ----------------------- | ----------------------- | ------ | --------------- |
|                         | Marcelo Rebelo de Sousa | 4 619  | 64,01 / 100,00  |
|                         | Ana Gomes               | 885    | 12,26 / 100,00  |
|                         | André Ventura           | 691    | 9,58 / 100,00   |
|                         | Marisa Matias           | 390    | 5,40 / 100,00   |
|                         | João Ferreira           | 245    | 3,40 / 100,00   |
|                         | Vitorino Silva          | 217    | 3,01 / 100,00   |
|                         | Tiago Mayan Gonçalves   | 169    | 2,34 / 100,00   |
| Votos Inválidos         | Votos Inválidos         | 169    | 2,29 / 100,00   |
| Total                   | Total                   | 7 385  | 100,00 / 100,00 |
| Eleitorado/Participação | Eleitorado/Participação | 17 981 | 41,07 / 100,00  |

| Freguesia                           | %     | %     | %     | %    | %    | %    | %    | Votantes |
| Freguesia                           | MRS   | AG    | AV    | MM   | JF   | VS   | TMG  | Votantes |
| ----------------------------------- | ----- | ----- | ----- | ---- | ---- | ---- | ---- | -------- |
| Freguesia                           |       |       |       |      |      |      |      | Votantes |
| Barcouço                            | 64,70 | 11,02 | 10,50 | 4,86 | 3,41 | 3,41 | 2,10 | 785      |
| Casal Comba                         | 66,78 | 10,37 | 9,42  | 5,75 | 2,88 | 3,31 | 1,48 | 1 168    |
| Luso                                | 64,04 | 12,53 | 8,42  | 4,97 | 3,89 | 3,56 | 2,59 | 945      |
| Mealhada, Ventosa do Bairro e Antes | 62,98 | 13,44 | 9,69  | 5,23 | 2,80 | 2,56 | 3,30 | 2 485    |
| Pampilhosa                          | 61,62 | 12,28 | 10,16 | 5,92 | 5,04 | 3,07 | 1,90 | 1 400    |
| Vacariça                            | 67,46 | 12,27 | 8,69  | 5,62 | 2,21 | 2,73 | 1,02 | 602      |
| Mealhada                            | 64,01 | 12,26 | 9,58  | 5,40 | 3,40 | 3,01 | 2,34 | 7 385    |

### Murtosa
| Candidato               | Candidato               | Votos | %               |
| ----------------------- | ----------------------- | ----- | --------------- |
|                         | Marcelo Rebelo de Sousa | 2 342 | 70,95 / 100,00  |
|                         | André Ventura           | 315   | 9,54 / 100,00   |
|                         | Ana Gomes               | 296   | 9,87 / 100,00   |
|                         | Vitorino Silva          | 126   | 3,82 / 100,00   |
|                         | Marisa Matias           | 106   | 3,21 / 100,00   |
|                         | João Ferreira           | 58    | 1,76 / 100,00   |
|                         | Tiago Mayan Gonçalves   | 58    | 1,76 / 100,00   |
| Votos Inválidos         | Votos Inválidos         | 70    | 2,08 / 100,00   |
| Total                   | Total                   | 3 371 | 100,00 / 100,00 |
| Eleitorado/Participação | Eleitorado/Participação | 9 936 | 33,93 / 100,00  |

| Freguesia | %     | %     | %     | %    | %    | %    | %    | Votantes |
| Freguesia | MRS   | AV    | AG    | VS   | MM   | JF   | TMG  | Votantes |
| --------- | ----- | ----- | ----- | ---- | ---- | ---- | ---- | -------- |
| Freguesia |       |       |       |      |      |      |      | Votantes |
| Bunheiro  | 72,00 | 12,11 | 5,56  | 4,22 | 3,67 | 1,33 | 1,11 | 919      |
| Monte     | 75,60 | 7,60  | 7,60  | 3,00 | 2,40 | 2,20 | 1,60 | 510      |
| Murtosa   | 72,70 | 8,25  | 9,48  | 4,17 | 2,37 | 1,61 | 1,42 | 1 078    |
| Torreira  | 64,89 | 9,57  | 12,77 | 3,43 | 4,26 | 2,13 | 2,96 | 864      |
| Murtosa   | 70,95 | 9,54  | 8,97  | 3,82 | 3,21 | 1,76 | 1,76 | 3 371    |

### Oliveira de Azeméis
| Candidato               | Candidato               | Votos  | %               |
| ----------------------- | ----------------------- | ------ | --------------- |
|                         | Marcelo Rebelo de Sousa | 17 687 | 69,60 / 100,00  |
|                         | Ana Gomes               | 2 751  | 10,82 / 100,00  |
|                         | André Ventura           | 1 951  | 7,68 / 100,00   |
|                         | Vitorino Silva          | 1 003  | 3,95 / 100,00   |
|                         | Marisa Matias           | 928    | 3,65 / 100,00   |
|                         | Tiago Mayan Gonçalves   | 681    | 2,68 / 100,00   |
|                         | João Ferreira           | 413    | 1,63 / 100,00   |
| Votos Inválidos         | Votos Inválidos         | 532    | 2,05 / 100,00   |
| Total                   | Total                   | 25 946 | 100,00 / 100,00 |
| Eleitorado/Participação | Eleitorado/Participação | 60 330 | 43,01 / 100,00  |

| Freguesia                               | %     | %     | %     | %    | %    | %    | %    | Votantes |
| Freguesia                               | MRS   | AG    | AV    | VS   | MM   | TMG  | JF   | Votantes |
| --------------------------------------- | ----- | ----- | ----- | ---- | ---- | ---- | ---- | -------- |
| Freguesia                               |       |       |       |      |      |      |      | Votantes |
| Carregosa                               | 73,02 | 7,77  | 8,04  | 4,77 | 3,20 | 2,32 | 0,89 | 1 507    |
| Cesar                                   | 67,58 | 10,08 | 9,52  | 4,52 | 3,63 | 2,98 | 1,69 | 1 263    |
| Fajões                                  | 65,58 | 11,02 | 9,67  | 5,87 | 3,25 | 3,16 | 1,45 | 1 128    |
| Loureiro                                | 73,75 | 6,80  | 10,09 | 3,15 | 2,58 | 2,50 | 1,14 | 1 421    |
| Macieira de Sarnes                      | 67,17 | 12,12 | 6,94  | 3,66 | 4,17 | 1,52 | 4,42 | 809      |
| Nogueira do Cravo e Pindelo             | 68,66 | 12,01 | 6,79  | 3,68 | 3,68 | 3,59 | 1,58 | 2 145    |
| Oliveira de Azeméis                     | 68,45 | 11,71 | 7,60  | 3,58 | 4,07 | 2,70 | 1,89 | 7 773    |
| Ossela                                  | 71,76 | 9,50  | 8,47  | 4,11 | 2,95 | 2,70 | 0,51 | 798      |
| Pinheiro da Bemposta, Travanca e Palmaz | 72,59 | 8,17  | 8,61  | 4,66 | 3,27 | 1,67 | 1,04 | 2 567    |
| São Martinho da Gândara                 | 77,72 | 7,25  | 4,66  | 3,89 | 2,46 | 2,72 | 1,30 | 783      |
| São Roque                               | 68,06 | 12,45 | 7,59  | 3,92 | 3,67 | 3,13 | 1,19 | 2 055    |
| Vila de Cucujães                        | 68,58 | 12,98 | 6,07  | 3,62 | 4,03 | 2,76 | 1,96 | 3 697    |
| Oliveira de Azeméis                     | 69,60 | 10,82 | 7,68  | 3,95 | 3,65 | 2,68 | 1,63 | 25 946   |

### Oliveira do Bairro
| Candidato               | Candidato               | Votos  | %               |
| ----------------------- | ----------------------- | ------ | --------------- |
|                         | Marcelo Rebelo de Sousa | 5 601  | 67,37 / 100,00  |
|                         | André Ventura           | 1 320  | 15,88 / 100,00  |
|                         | Ana Gomes               | 553    | 6,65 / 100,00   |
|                         | Tiago Mayan Gonçalves   | 269    | 3,24 / 100,00   |
|                         | Vitorino Silva          | 240    | 2,89 / 100,00   |
|                         | Marisa Matias           | 199    | 2,39 / 100,00   |
|                         | João Ferreira           | 132    | 1,59 / 100,00   |
| Votos Inválidos         | Votos Inválidos         | 216    | 2,53 / 100,00   |
| Total                   | Total                   | 8 530  | 100,00 / 100,00 |
| Eleitorado/Participação | Eleitorado/Participação | 20 942 | 40,73 / 100,00  |

| Freguesia                     | %     | %     | %    | %    | %    | %    | %    | Votantes |
| Freguesia                     | MBR   | AV    | AG   | TMG  | VS   | MM   | JF   | Votantes |
| ----------------------------- | ----- | ----- | ---- | ---- | ---- | ---- | ---- | -------- |
| Freguesia                     |       |       |      |      |      |      |      | Votantes |
| Bustos, Troviscal e Mamarrosa | 70,77 | 13,98 | 5,77 | 3,15 | 2,97 | 1,83 | 1,53 | 2 349    |
| Oiã                           | 63,71 | 18,48 | 7,31 | 2,94 | 2,91 | 3,02 | 1,63 | 2 881    |
| Oliveira do Bairro            | 63,91 | 16,25 | 8,40 | 3,92 | 2,85 | 2,43 | 2,24 | 2 208    |
| Palhaça                       | 76,69 | 12,31 | 3,29 | 2,82 | 2,73 | 1,88 | 0,28 | 1 092    |
| Oliveira do Bairro            | 67,37 | 15,88 | 6,65 | 3,24 | 2,89 | 2,39 | 1,59 | 8 530    |

### Ovar
| Candidato               | Candidato               | Votos  | %               |
| ----------------------- | ----------------------- | ------ | --------------- |
|                         | Marcelo Rebelo de Sousa | 13 482 | 63,60 / 100,00  |
|                         | Ana Gomes               | 2 928  | 13,81 / 100,00  |
|                         | André Ventura           | 1 634  | 7,71 / 100,00   |
|                         | Marisa Matias           | 1 082  | 5,10 / 100,00   |
|                         | Vitorino Silva          | 720    | 3,40 / 100,00   |
|                         | João Ferreira           | 686    | 3,24 / 100,00   |
|                         | Tiago Mayan Gonçalves   | 665    | 3,14 / 100,00   |
| Votos Inválidos         | Votos Inválidos         | 483    | 2,23 / 100,00   |
| Total                   | Total                   | 21 680 | 100,00 / 100,00 |
| Eleitorado/Participação | Eleitorado/Participação | 50 643 | 42,81 / 100,00  |

| Freguesia | %     | %     | %    | %    | %    | %    | %    | Votantes |
| Freguesia | MRS   | AG    | AV   | MM   | VS   | JF   | TMG  | Votantes |
| --------- | ----- | ----- | ---- | ---- | ---- | ---- | ---- | -------- |
| Freguesia |       |       |      |      |      |      |      | Votantes |
| Cortegaça | 65,08 | 14,07 | 7,71 | 4,07 | 3,70 | 2,04 | 3,33 | 1 655    |
| Esmoriz   | 63,17 | 14,68 | 8,00 | 4,47 | 3,33 | 1,96 | 4,39 | 5 011    |
| Maceda    | 71,46 | 10,21 | 6,28 | 3,01 | 3,43 | 3,35 | 2,26 | 1 222    |
| Ovar      | 61,75 | 14,39 | 7,67 | 5,78 | 3,42 | 4,13 | 2,85 | 11 608   |
| Válega    | 68,88 | 10,59 | 8,03 | 4,90 | 3,17 | 2,29 | 2,15 | 2 184    |
| Ovar      | 63,60 | 13,81 | 7,71 | 5,10 | 3,40 | 3,24 | 3,14 | 21 680   |

### Santa Maria da Feira
| Candidato               | Candidato               | Votos   | %               |
| ----------------------- | ----------------------- | ------- | --------------- |
|                         | Marcelo Rebelo de Sousa | 34 283  | 64,89 / 100,00  |
|                         | Ana Gomes               | 6 874   | 13,01 / 100,00  |
|                         | André Ventura           | 4 387   | 8,30 / 100,00   |
|                         | Marisa Matias           | 2 234   | 4,23 / 100,00   |
|                         | Vitorino Silva          | 2 158   | 4,08 / 100,00   |
|                         | Tiago Mayan Gonçalves   | 1 886   | 3,57 / 100,00   |
|                         | João Ferreira           | 1 013   | 1,92 / 100,00   |
| Votos Inválidos         | Votos Inválidos         | 1 182   | 2,19 / 100,00   |
| Total                   | Total                   | 54 017  | 100,00 / 100,00 |
| Eleitorado/Participação | Eleitorado/Participação | 125 543 | 43,03 / 100,00  |

| Freguesia                       | %     | %     | %     | %    | %    | %    | %    | Votantes |
| Freguesia                       | MBR   | AG    | AV    | MM   | VS   | TMG  | JF   | Votantes |
| ------------------------------- | ----- | ----- | ----- | ---- | ---- | ---- | ---- | -------- |
| Freguesia                       |       |       |       |      |      |      |      | Votantes |
| Argoncilhe                      | 63,01 | 12,68 | 8,52  | 4,28 | 4,55 | 5,08 | 1,88 | 3 413    |
| Arrifana                        | 68,39 | 12,81 | 6,61  | 3,75 | 2,81 | 2,81 | 2,81 | 2 296    |
| Caldas de São Jorge e Pigeiros  | 63,80 | 14,52 | 8,93  | 3,71 | 5,22 | 1,45 | 2,39 | 1 638    |
| Canedo, Vale e Vila Maior       | 66,96 | 9,67  | 9,93  | 4,20 | 5,56 | 2,55 | 1,13 | 3 084    |
| Escapães                        | 67,86 | 12,49 | 7,67  | 4,24 | 3,14 | 2,99 | 1,61 | 1 397    |
| Fiães                           | 63,16 | 14,05 | 7,96  | 4,89 | 3,34 | 3,45 | 3,14 | 2 635    |
| Fornos                          | 66,52 | 12,48 | 6,61  | 5,07 | 3,89 | 3,45 | 1,98 | 1 385    |
| Lobão, Gião, Louredo e Guisande | 63,46 | 12,42 | 9,95  | 3,87 | 6,13 | 2,64 | 1,54 | 3 726    |
| Lourosa                         | 65,86 | 13,25 | 8,39  | 3,98 | 4,28 | 3,23 | 1,01 | 3 136    |
| Milheirós de Poiares            | 67,55 | 14,79 | 7,09  | 3,34 | 3,27 | 2,39 | 1,57 | 1 489    |
| Mozelos                         | 64,44 | 13,27 | 6,84  | 4,73 | 5,01 | 4,25 | 1,45 | 2 951    |
| Nogueira da Regedoura           | 66,93 | 11,76 | 7,49  | 3,83 | 3,57 | 4,10 | 2,31 | 2 344    |
| Paços de Brandão                | 63,99 | 12,40 | 9,15  | 3,44 | 4,38 | 4,82 | 1,82 | 2 074    |
| Rio Meão                        | 66,33 | 13,02 | 7,62  | 4,17 | 3,73 | 3,12 | 2,00 | 1 835    |
| Romariz                         | 74,28 | 9,75  | 8,69  | 1,84 | 3,07 | 1,67 | 0,70 | 1 175    |
| Sanguedo                        | 62,25 | 13,70 | 11,47 | 2,98 | 3,80 | 3,87 | 1,94 | 1 369    |
| Santa Maria da Feira            | 61,65 | 14,74 | 8,47  | 4,23 | 3,62 | 5,12 | 2,17 | 8 192    |
| Santa Maria de Lamas            | 62,86 | 12,20 | 9,93  | 5,33 | 3,83 | 3,97 | 1,89 | 2 118    |
| São João de Ver                 | 63,35 | 13,93 | 8,23  | 5,41 | 3,74 | 3,66 | 1,67 | 3 658    |
| São Miguel do Souto e Mosteirô  | 70,78 | 11,55 | 6,44  | 3,78 | 3,99 | 2,00 | 1,45 | 2 472    |
| São Paio de Oleiros             | 65,16 | 13,62 | 6,84  | 4,52 | 3,70 | 2,07 | 4,08 | 1 630    |
| Santa Maria da Feira            | 64,89 | 13,01 | 8,30  | 4,23 | 4,08 | 3,57 | 1,92 | 54 017   |

### São João da Madeira
| Candidato               | Candidato               | Votos  | %               |
| ----------------------- | ----------------------- | ------ | --------------- |
|                         | Marcelo Rebelo de Sousa | 5 610  | 63,45 / 100,00  |
|                         | Ana Gomes               | 1 346  | 15,22 / 100,00  |
|                         | André Ventura           | 685    | 7,75 / 100,00   |
|                         | Marisa Matias           | 370    | 4,19 / 100,00   |
|                         | Tiago Mayan Gonçalves   | 319    | 3,61 / 100,00   |
|                         | João Ferreira           | 277    | 3,13 / 100,00   |
|                         | Vitorino Silva          | 234    | 2,65 / 100,00   |
| Votos Inválidos         | Votos Inválidos         | 217    | 2,39 / 100,00   |
| Total                   | Total                   | 9 058  | 100,00 / 100,00 |
| Eleitorado/Participação | Eleitorado/Participação | 19 928 | 45,45 / 100,00  |

| Freguesia           | %     | %     | %    | %    | %    | %    | %    | Votantes |
| Freguesia           | MRS   | AG    | AV   | MM   | TMG  | JF   | VS   | Votantes |
| ------------------- | ----- | ----- | ---- | ---- | ---- | ---- | ---- | -------- |
| Freguesia           |       |       |      |      |      |      |      | Votantes |
| São João da Madeira | 63,45 | 15,22 | 7,75 | 4,19 | 3,61 | 3,13 | 2,65 | 9 058    |
| São João da Madeira | 63,45 | 15,22 | 7,75 | 4,19 | 3,61 | 3,13 | 2,65 | 9 058    |

### Sever do Vouga
| Candidato               | Candidato               | Votos  | %               |
| ----------------------- | ----------------------- | ------ | --------------- |
|                         | Marcelo Rebelo de Sousa | 3 130  | 67,05 / 100,00  |
|                         | André Ventura           | 602    | 12,90 / 100,00  |
|                         | Ana Gomes               | 395    | 8,46 / 100,00   |
|                         | Vitorino Silva          | 200    | 4,28 / 100,00   |
|                         | Marisa Matias           | 153    | 3,28 / 100,00   |
|                         | Tiago Mayan Gonçalves   | 114    | 2,44 / 100,00   |
|                         | João Ferreira           | 74     | 1,59 / 100,00   |
| Votos Inválidos         | Votos Inválidos         | 112    | 2,35 / 100,00   |
| Total                   | Total                   | 4 780  | 100,00 / 100,00 |
| Eleitorado/Participação | Eleitorado/Participação | 10 681 | 44,75 / 100,00  |

| Freguesia               | %     | %     | %     | %    | %    | %    | %    | Votantes |
| Freguesia               | MRS   | AV    | AG    | VS   | MM   | TMG  | JF   | Votantes |
| ----------------------- | ----- | ----- | ----- | ---- | ---- | ---- | ---- | -------- |
| Freguesia               |       |       |       |      |      |      |      | Votantes |
| Cedrim e Paradela       | 64,32 | 19,10 | 6,49  | 5,55 | 2,34 | 1,62 | 0,54 | 562      |
| Couto de Esteves        | 71,34 | 12,80 | 7,93  | 1,83 | 2,74 | 1,52 | 1,83 | 335      |
| Pessegueiro do Vouga    | 66,06 | 12,71 | 8,26  | 4,33 | 3,80 | 2,62 | 2,23 | 780      |
| Rocas do Vouga          | 68,72 | 9,04  | 10,85 | 3,25 | 3,44 | 1,63 | 3,07 | 563      |
| Sever do Vouga          | 62,93 | 13,11 | 10,11 | 4,01 | 4,10 | 4,19 | 1,55 | 1 134    |
| Silva Escura e Dornelas | 71,22 | 9,06  | 7,22  | 6,42 | 3,10 | 1,83 | 1,15 | 892      |
| Talhadas                | 68,74 | 16,83 | 7,21  | 2,40 | 2,20 | 1,80 | 0,80 | 514      |
| Sever do Vouga          | 67,05 | 12,90 | 8,46  | 4,28 | 3,28 | 2,44 | 1,59 | 4 780    |

### Vagos
| Candidato               | Candidato               | Votos  | %               |
| ----------------------- | ----------------------- | ------ | --------------- |
|                         | Marcelo Rebelo de Sousa | 6 098  | 70,39 / 100,00  |
|                         | André Ventura           | 1 171  | 13,52 / 100,00  |
|                         | Ana Gomes               | 583    | 6,73 / 100,00   |
|                         | Marisa Matias           | 241    | 2,78 / 100,00   |
|                         | Tiago Mayan Gonçalves   | 241    | 2,78 / 100,00   |
|                         | Vitorino Silva          | 229    | 2,64 / 100,00   |
|                         | João Ferreira           | 100    | 1,15 / 100,00   |
| Votos Inválidos         | Votos Inválidos         | 192    | 2,17 / 100,00   |
| Total                   | Total                   | 8 855  | 100,00 / 100,00 |
| Eleitorado/Participação | Eleitorado/Participação | 21 941 | 40,36 / 100,00  |

| Freguesia                       | %     | %     | %    | %    | %    | %    | %    | Votantes |
| Freguesia                       | MRS   | AV    | AG   | MM   | TMG  | VS   | JF   | Votantes |
| ------------------------------- | ----- | ----- | ---- | ---- | ---- | ---- | ---- | -------- |
| Freguesia                       |       |       |      |      |      |      |      | Votantes |
| Calvão                          | 70,80 | 13,10 | 6,67 | 2,53 | 3,91 | 2,30 | 0,69 | 893      |
| Fonte de Angeão e Covão do Lobo | 69,70 | 17,02 | 3,15 | 3,88 | 2,80 | 3,26 | 0,70 | 880      |
| Gafanha da Boa Hora             | 65,49 | 12,77 | 9,10 | 3,79 | 3,41 | 3,16 | 2,28 | 814      |
| Ouca                            | 71,63 | 15,18 | 5,83 | 1,23 | 3,53 | 1,69 | 0,92 | 660      |
| Ponte de Vagos e Santa Catarina | 73,18 | 13,60 | 4,82 | 2,27 | 2,46 | 2,83 | 0,85 | 1 086    |
| Santo André de Vagos            | 76,25 | 12,20 | 3,28 | 2,23 | 0,66 | 4,33 | 1,05 | 775      |
| Sosa                            | 70,76 | 15,15 | 5,94 | 2,01 | 2,49 | 2,49 | 1,15 | 1 070    |
| Vagos e Santo António           | 68,68 | 12,02 | 9,51 | 3,42 | 2,89 | 2,13 | 1,33 | 2 677    |
| Vagos                           | 70,39 | 13,52 | 6,73 | 2,78 | 2,78 | 2,64 | 1,15 | 8 855    |

### Vale de Cambra
| Candidato               | Candidato               | Votos  | %               |
| ----------------------- | ----------------------- | ------ | --------------- |
|                         | Marcelo Rebelo de Sousa | 5 778  | 68,16 / 100,00  |
|                         | Ana Gomes               | 826    | 9,74 / 100,00   |
|                         | André Ventura           | 734    | 8,66 / 100,00   |
|                         | Vitorino Silva          | 455    | 5,37 / 100,00   |
|                         | Marisa Matias           | 297    | 3,50 / 100,00   |
|                         | Tiago Mayan Gonçalves   | 260    | 3,07 / 100,00   |
|                         | João Ferreira           | 127    | 1,50 / 100,00   |
| Votos Inválidos         | Votos Inválidos         | 227    | 2,61 / 100,00   |
| Total                   | Total                   | 8 704  | 100,00 / 100,00 |
| Eleitorado/Participação | Eleitorado/Participação | 20 313 | 42,85 / 100,00  |

| Freguesia                               | %     | %     | %    | %    | %    | %    | %    | Votantes |
| Freguesia                               | MRS   | AG    | AV   | VS   | MM   | TMG  | JF   | Votantes |
| --------------------------------------- | ----- | ----- | ---- | ---- | ---- | ---- | ---- | -------- |
| Freguesia                               |       |       |      |      |      |      |      | Votantes |
| Arões                                   | 72,75 | 7,21  | 9,46 | 4,50 | 3,38 | 1,13 | 1,58 | 455      |
| Cepelos                                 | 72,86 | 5,64  | 8,77 | 5,22 | 3,34 | 3,13 | 1,04 | 489      |
| Junqueira                               | 79,03 | 4,86  | 5,63 | 5,37 | 1,79 | 2,05 | 1,28 | 406      |
| Macieira de Cambra                      | 63,58 | 11,97 | 9,03 | 5,65 | 4,29 | 3,90 | 1,58 | 1 806    |
| Roge                                    | 69,50 | 9,83  | 8,83 | 6,17 | 2,33 | 2,33 | 1,00 | 613      |
| São Pedro de Castelões                  | 67,08 | 9,98  | 9,30 | 5,43 | 3,49 | 2,96 | 1,75 | 2 717    |
| Vila Chã, Codal e Vila Cova de Perrinho | 68,91 | 9,92  | 7,88 | 5,05 | 3,57 | 3,29 | 1,39 | 2 218    |
| Vale de Cambra                          | 68,16 | 9,74  | 8,66 | 5,37 | 3,50 | 3,07 | 1,50 | 8 704    |